# Miroslav Šatan
Miroslav Šatan (* 22. Oktober 1974 in Topoľčany, Tschechoslowakei) ist ein ehemaliger slowakischer Eishockeyspieler, der zu den erfolgreichsten slowakischen NHL-Spielern aller Zeiten gehört. In insgesamt 1136 NHL-Spielen (Hauptrunde und Playoffs) sammelte er 789 Scorerpunkte für die Edmonton Oilers, Buffalo Sabres, New York Islanders und Pittsburgh Penguins. Mit den Penguins gewann er 2009 zudem den Stanley Cup.
Vor seinem Karriereende stand er zuletzt beim HC Slovan Bratislava in der Kontinentalen Hockey-Liga unter Vertrag.

## Karriere
Miroslav Šatan begann seine Karriere im Nachwuchs des HC Topoľčany und debütierte für diesen in der Spielzeit 1991/92, als er neun Spiele in der 1. SNHL absolvierte, in denen er zwei Tore und ein Assist erzielte. Danach wechselte er zum HC Dukla Trenčín. Dort spielte er die Spielzeiten 1992/93 und 1993/94. Bei Dukla Trenčín spielte er unter anderem mit Pavol Demitra. Beim NHL Entry Draft 1993 wurde er von den Edmonton Oilers in der fünften Runde an 111. Stelle gezogen.
Die Saison 1994/95 spielte Šatan in Nordamerika in insgesamt vier verschiedenen Farmteams. In der darauffolgenden Saison durfte er für Edmonton in der National Hockey League aufs Eis. Den ersten Assist gab er beim ersten Spiel gegen die Philadelphia Flyers und das erste Tor eine Woche später gegen die Vancouver Canucks.
1997 wurde Šatan für Barrie Moore und Craig Millar zu den Buffalo Sabres transferiert. Er konnte sich im neuen Team schnell durchsetzen. Bereits die Saison 1997/98 schloss er als zweitbester Scorer des Teams ab. Die beste Saison absolvierte er im Spieljahr 1998/99. In 81 Spielen, der regulären Saison, punktete er mit 40 Toren und 26 Assists. Die Plus/Minus-Wertung schloss er mit einem Wert von +24 ab. In der Saison 1999/2000 war er wieder in Top-Form und schaffte es als einziger Spieler der Buffalo Sabres ins All-Star Team. Mit 67 Scorerpunkten (33 Tore und 34 Assists) und einer Plus/Minus-Wertung von +16 war er der beste Scorer der Sabres der Saison. 

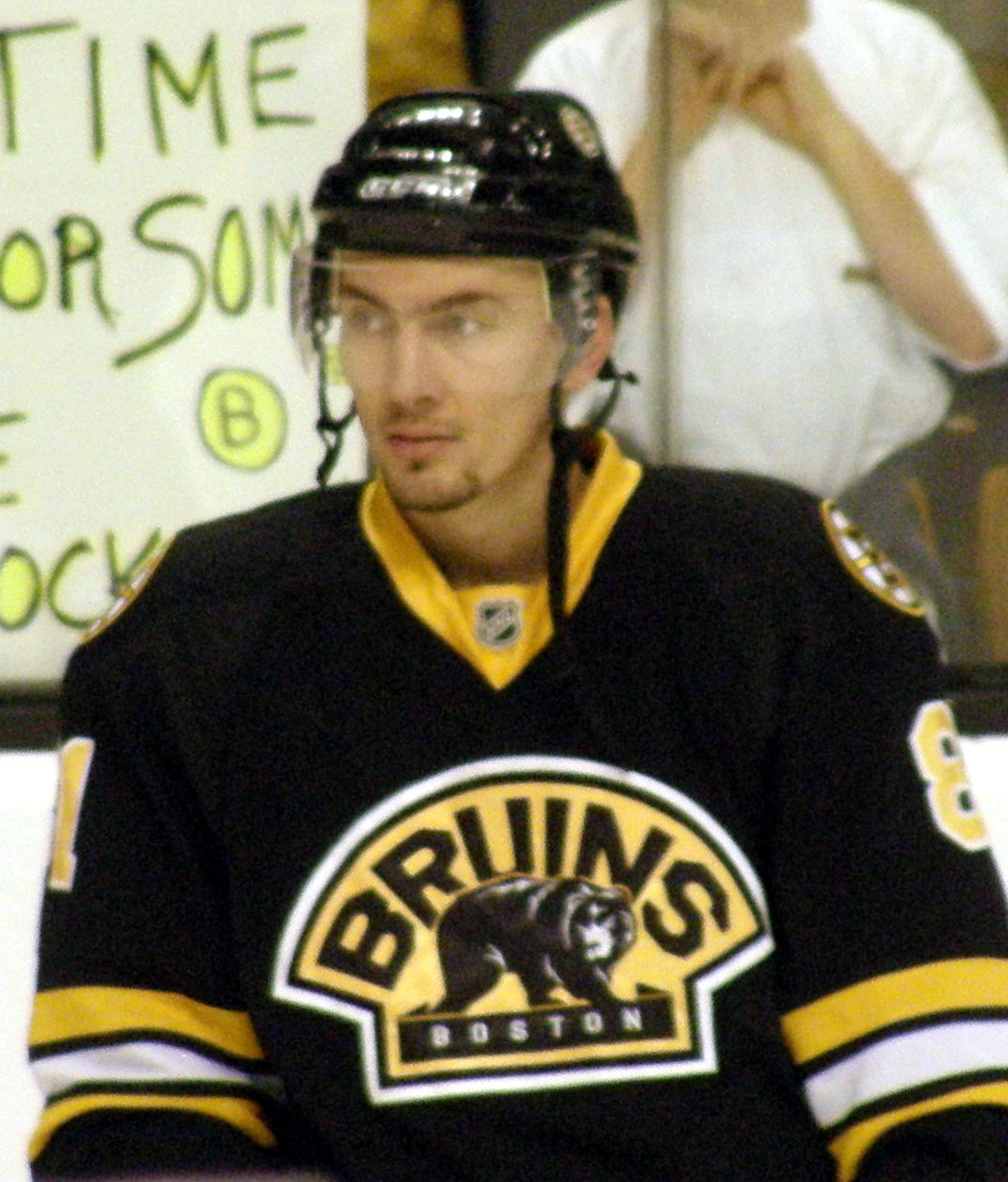
Šatan im Trikot der Boston Bruins

Mit insgesamt 62 Punkten (29 Tore und 33 Assists) wurde er wieder bester Scorer der Sabres in der Saison 2000/01. Außerdem gehörte er zu elf Angriffsspielern der NHL, die in den letzten drei Saisons mehr als 100 Tore schossen. Nach dem Abgang von Goalie Dominik Hašek schafft es Buffalo erstmals nach fünf Saisons in der Saison 2001/02 nicht in die Playoffs. Šatan schoss 37 Tore und gab 36 Assists.
Die Saison 2002/03 war für die Sabres eine sehr schwere. Der Klubeigentümer kam wegen Steuerbetrug ins Gefängnis, der Klub hatte kein Geld und deshalb bekamen die Spieler ihre Gehälter mit Verspätung. Die Ergebnisse auf dem Eis ließen dadurch zu wünschen übrig. Trotzdem erzielte Miroslav Šatan insgesamt 75 Scorerpunkte (26 Tore und 49 Assists), die bis dato sein Karriererekord sind.
Während des NHL-Lockouts spielte Šatan beim HC Slovan Bratislava und wurde mit ihnen slowakischer Meister. Vor der Saison 2005/06 unterschrieb Šatan einen Dreijahresvertrag für 12,75 Millionen US-Dollar bei den New York Islanders.
Die NHL-Saison 2008/09 stürmte Šatan für die Pittsburgh Penguins und gewann seinen ersten Stanley Cup. In der Saison 2009/10 fand er zunächst keinen neuen Klub und wurde erst Anfang Januar 2010 von den Boston Bruins bis Saisonende verpflichtet. Zu Beginn der folgenden Spielzeit kehrte er für einige Spiele zu Slovan Bratislava zurück, da er erneut keinen Arbeitgeber in der NHL fand. Erst im Januar 2011 wurde er vom OHK Dynamo aus der Kontinentalen Hockey-Liga bis Saisonende unter Vertrag genommen. Anschließend war er erneut vereinslos, ehe er im September 2011 erneut von Slovan Bratislava verpflichtet wurde. Ein Jahr später verlängerte er seinen Vertrag mit Slovan um ein Jahr. Im November 2012 wurde er während einer KHL-Partie gegen HC Lev Prag von Zdeno Chara schwer verletzt, so dass er nur 21 KHL-Spiele für Slovan absolvierte. Nach der Saison 2012/13 wurde sein Vertrag zunächst nicht verlängert, doch Ende November 2013 kehrte er für Slovan aufs Eis zurück.
Im Mai 2014 beendete er nach dem Ausscheiden der slowakischen Nationalmannschaft bei der Weltmeisterschaft 2014 seine Karriere. Im Jahr 2019 wurde er gemeinsam mit seinem langjährigen Nationalmannschaftskollegen Žigmund Pálffy in die IIHF Hall of Fame aufgenommen.

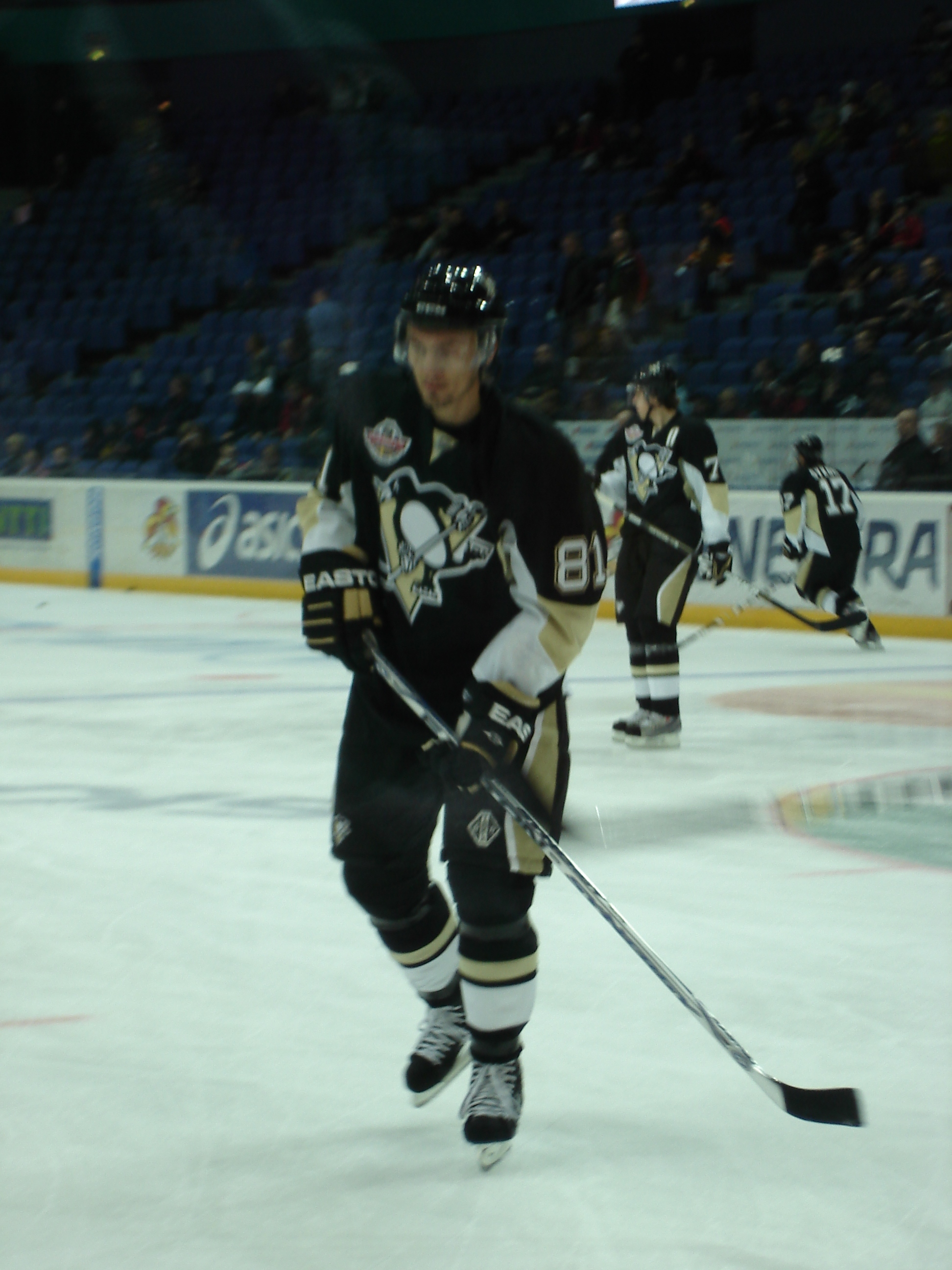
Šatan gewann 2009 mit den Pittsburgh Penguins den Stanley Cup

### International
Miroslav Šatan gewann mit der Slowakei bei den Weltmeisterschaften 2002 die Goldmedaille, 2000 und 2012 die Silbermedaille und 2003 die Bronzemedaille. Außerdem nahm er noch an den Weltmeisterschaften 2004, 2005, 2010, 2011, 2013 und 2014 teil. Als Kapitän führte er mit der Rückennummer 18 das Land zu seinen größten Erfolgen.
Šatan ist der erste Eishockey-Spieler, der sowohl die A-, B- und C-Weltmeisterschaften, als auch den Stanley Cup gewinnen konnte.

## Erfolge und Auszeichnungen
| - 1996 NHL-Rookie des Monats März - 2000 Teilnahme am NHL All-Star Game - 2003 Teilnahme am NHL All-Star Game - 2009 Stanley-Cup-Gewinn mit den Pittsburgh Penguins | - 2012 Slowakischer Meister mit dem HC Slovan Bratislava - 2012 All-Star-Team der Extraliga - 2014 Teilnahme am KHL All-Star Game - 2019 Aufnahme in die IIHF Hall of Fame |

### International
| - 1994 Aufstieg in die B-Gruppe bei der C-Weltmeisterschaft - 1995 Aufstieg in die A-Gruppe bei der B-Weltmeisterschaft - 2000 Silbermedaille bei der Weltmeisterschaft - 2000 Bester Stürmer der Weltmeisterschaft | - 2000 All-Star-Team der Weltmeisterschaft - 2002 Goldmedaille bei der Weltmeisterschaft - 2003 Bronzemedaille bei der Weltmeisterschaft - 2012 Silbermedaille bei der Weltmeisterschaft |

## Karrierestatistik
Šatan ist mit 363 Treffern der erfolgreichste slowakische Torschütze und mit 735 Punkten nach Pavol Demitra der zweiterfolgreichste slowakische Scorer in der NHL-Geschichte.

### International
(Legende zur Spielerstatistik: Sp oder GP = absolvierte Spiele; T oder G = erzielte Tore; V oder A = erzielte Assists; Pkt oder Pts = erzielte Scorerpunkte; SM oder PIM = erhaltene Strafminuten; +/− = Plus/Minus-Bilanz; PP = erzielte Überzahltore; SH = erzielte Unterzahltore; GW = erzielte Siegtore; 1 Play-downs/Relegation; Kursiv: Statistik nicht vollständig)